# Garrotxa
Garrotxa, także La Garrocha – comarca (powiat) w północnej Hiszpanii w regionie Katalonia w prowincji Girona. Ma powierzchnię 735,4 km² i liczy 59 286 mieszkańców. Siedzibą comarki jest miasto Olot.
W zachodniej części comarki, wokół miejscowości Olot i Santa Pau, znajduje się ok. 40 dobrze zachowanych stożków wulkanicznych, z których najbardziej znane, to Volcán de Santa Margarita i Croscat. Obszar ten obejmuje Parc Natural de la Zona Volcànica de la Garrotxa o pow. 153,09 km². Wulkany zbudowane są z lapilli, pumeksu, scorii, popiołów wulkanicznych, pyłów z bombami wulkanicznymi, natomiast w dolinach rzek znajdują się potoki wulkaniczne zbudowane z bazaltu.
Działalność wulkaniczna rozpoczęła się ok. 700 000 lat temu w plejstocenie, a ostatnia erupcja wulkanu miała miejsce 11 500 lat temu, czyli już na początku holocenu.

## Gminy
- Argelaguer
- Besalú
- Beuda
- Castellfollit de la Roca
- Maià de Montcal
- Mieres
- Montagut i Oix
- Olot
- Les Planes d’Hostoles
- Les Preses
- Riudaura
- Sales de Llierca
- Sant Aniol de Finestres
- Sant Feliu de Pallerols
- Sant Ferriol
- Sant Jaume de Llierca
- Sant Joan les Fonts
- Santa Pau
- Tortellà
- La Vall d’en Bas
- La Vall de Bianya